# Jean Bradin
Jean Bradin, né le 30 mai 1899 à Paris Ve et mort le 7 octobre 1969 à Paris XVe, est un acteur français.

## Filmographie
- 1922 : L'Auberge de E.B Donatien et Edouard-Emile Violet
- 1922 : Les hommes nouveaux de Edouard-Emile Violet et E.B Donatien
- 1923 : Le Voile du bonheur de Edouard-Emile Violet
- 1924 : Kithnou de Robert Péguy et Henri Etievant
- 1924 : Paul et Virginie de Robert Péguy
- 1925 : Le Réveil de Jacques de Baroncelli
- 1925 : Veille d'armes de Jacques de Baroncelli
- 1926 : Le Berceau de Dieu ou Les Ombres du passé de Fred Leroy-Granville
- 1926 : Le Roman d'un jeune homme pauvre de Gaston Ravel
- 1926 : The island of despair de Henry Edwards
- 1927 : Au bout du monde (Am Rande der Welt) de Karl Grune
- 1927 : Une Dubarry moderne (Eine Dubarry von heute) d'Alexander Korda
- 1927 : Das Schicksal einer Nacht de Erich Schönfelder
- 1927 : Die Frauengasse von Algier de Wolfgang Hofftmann Harnisch
- 1927 : Die rollende Kugel de Erich Schönfelder
- 1928 : À l'américaine / Palace de luxe - "Champagne" de Alfred Hitchcock
- 1928 : Ariane im Hoppegarten de Robert Dinesen
- 1928 : Das letze Souper / Der Schub in der broben Oper de Mario Bonnard
- 1928 : Moulin rouge de Ewald-André Dupont
- 1929 : Anschlub um Mitternacht de Mario Bonnard
- 1929 : Die Dame auf der Banknote de Karl Letter
- 1930 : David Golder de Julien Duvivier
- 1930 : Prix de beauté / Miss Europe de Augusto Genina
- 1930 : Le Secret du docteur de Charles de Rochefort
- 1931 : Deux Fois vingt ans de Charles-Félix Tavano
- 1932 : La Complice / Entre deux forces de Guarino Glavany
- 1932 : Une jeune fille nature de Jean de Size - moyen métrage -
- 1937 : Le Doigt du destin de Christian Herman - court métrage -
- 1938 : Remontons les Champs-Elysées de Sacha Guitry et Robert Bibal
- 1939 : La Piste du nord de Jacques Feyder